# Spartak (metrostation Moskou)
Spartak (Russisch: Спарта́к) is een station aan de Tagansko-Krasnopresnenskaja-lijn van de Moskouse metro. 

## Geschiedenis
In de plannen van begin 1960 was de Krasnopresnensko-radius opgenomen die ten noordwesten van Polezjajevskaja langs de oostzijde van het moskoukanaal zou lopen tot het voormalige vliegveld Toesjino en daarna via station Toesjino aan de Riga-spoorweg, aan de westzijde van het kanaal, verder zou lopen naar het noorden. Destijds was het de bedoeling om op het voormalige vliegveld een woonwijk te bouwen. In 1960 werd eveneens de MKAD als nieuwe stadsgrens vastgesteld en werden in het westen tussen de MKAD en de Moskva de wijken Krylatskoje en Strogino gepland. In 1967 werd in brochures, die ter gelegenheid van het 50-jarig jubileum van de Oktoberrevolutie door de metro werden uitgegeven, op de plaats van het voormalige vliegveld, het metrostation Aeropolje vermeld. Dit was tot 2013 de enige officiële vermelding van het station. Het tracé werd in 1968 vastgesteld waarbij er niet meer langs het kanaal maar oostelijker langs de kleine ringspoorlijn werd gebouwd en ook het station was verplaatst van de rand tot het midden van het voormalige vliegveld. De nieuwe wijk zou naast huisvesting ook plaats bieden aan stedelijke evenementen waarbij ook vluchten bij parades werden overwogen. Op de plankaarten van 1970 en 1973 staat het station onder de naam Vokolamskaja die was afgeleid van de Vokolamskoje Sjosse, de weg naar Volkolamsk die langs de noordrand van het terrein loopt. De verlenging ten noorden van Polezjajevskaja werd zelfs onder de naam Vokolamsko-radius gebouwd, later werd de naam veranderd in Toesjinsko-radius en tegenwoordig wordt weer de oorspronkelijke naam Krasnopresnensko-radius gehanteerd. 
Het station is in de periode 1972 – 1975 gebouwd met de bedoeling om de nieuwe woonwijk te bedienen. Volgens het ontwerp van destijds zouden de tunnelwanden met geel grijze tinten en blauw mozaïek worden afgewerkt. De zuilen zouden worden bekleed met bruin graniet met aan de bovenkant koperen platen in de vorm van het Kremlin van Volokolamsk. Tijdens de bouw van de lijn werd de woonwijk echter uit de plannen geschrapt en het metrostation werd in 1975 dan ook niet afgewerkt omdat er geen andere voorzieningen in de buurt waren die reizigers konden aantrekken. Het ontwerp voor de afwerking werd vervolgens gebruikt voor het station 50 jaar Sovjet Unie in de Oezbeekse hoofdstad Tasjkent. In Tasjkent werden bovendien in de koperen platen de wapens van de Sovjet Republieken geslagen. Het station in Moskou kwam niet verder dan de ruwbouw en vanaf de opening van de lijn op 28 december 1975 passeerden de metro's het spookstation zonder te stoppen. Ten noorden van het station liggen overloopwissels die in de jaren tachtig werden gebruikt om versterkingsritten te keren bij  Toesjinskaja. Deze metro's maakten kop op Toesjinskaja en nadat de bestuurder naar de andere kant was gegaan reed de metro over de overloopwissel om de reis naar Sjtsjoekinskaja en verder naar het zuiden te beginnen. Na verloop van tijd werd het reizigersaanbod zo groot dat het keren op twee stations voor het eindpunt en het depot onhandig werd. Na de ontbinding van de Sovjet-Unie eind 1991 kwam het station in de belangstelling van de zogeheten Diggers, groepen burgers die de onderzoek doen naar wat zich in Moskou onder de grond bevindt. Hierop heeft de metrobeheerder maatregelen genomen om het spookstation beter te beveiligen. Rond 2002 was het perron gedeeltelijk in gebruik toen de generator en de verlichtingskabels langs de sporen werden vervangen, wat aanleiding was voor geruchten over geesten in het station. Daarna werd het perron met multiplexplaten gescheiden van de sporen en reden de metro's met een lagere snelheid door de ruwbouw om te voorkomen dat luchtstromen het multiplex zouden beschadigen.      

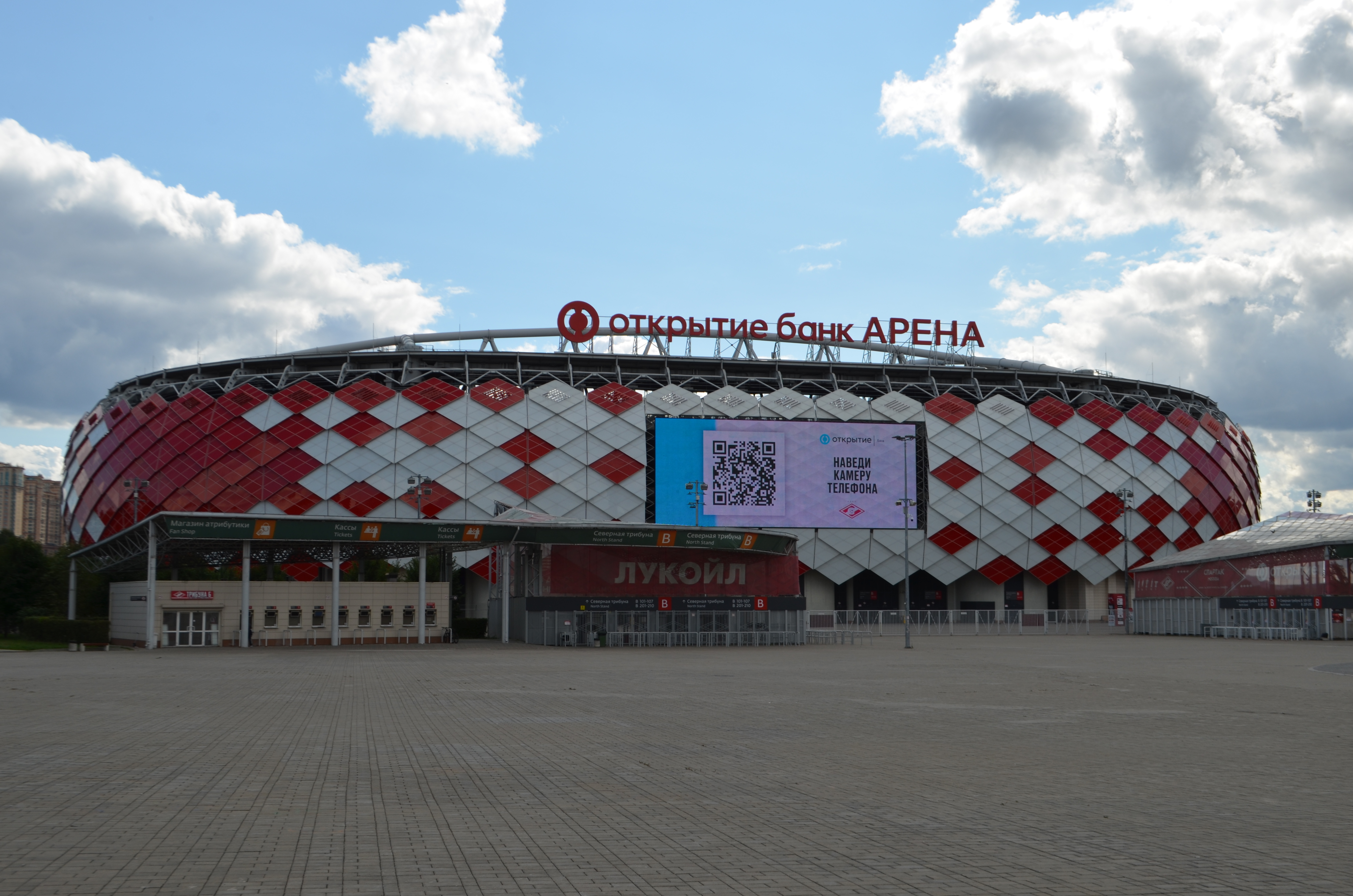
Het stadion
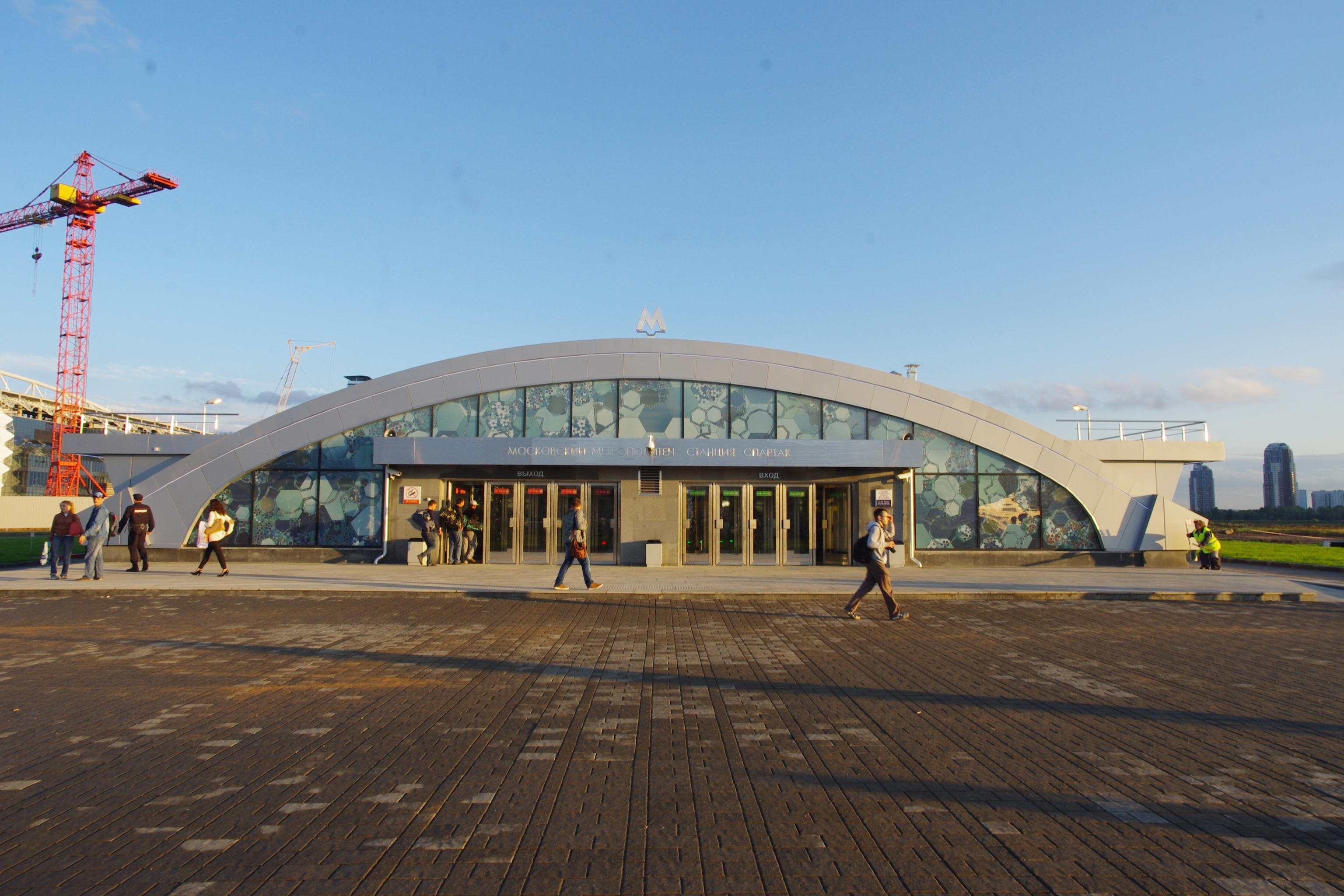
Het stationsgebouw
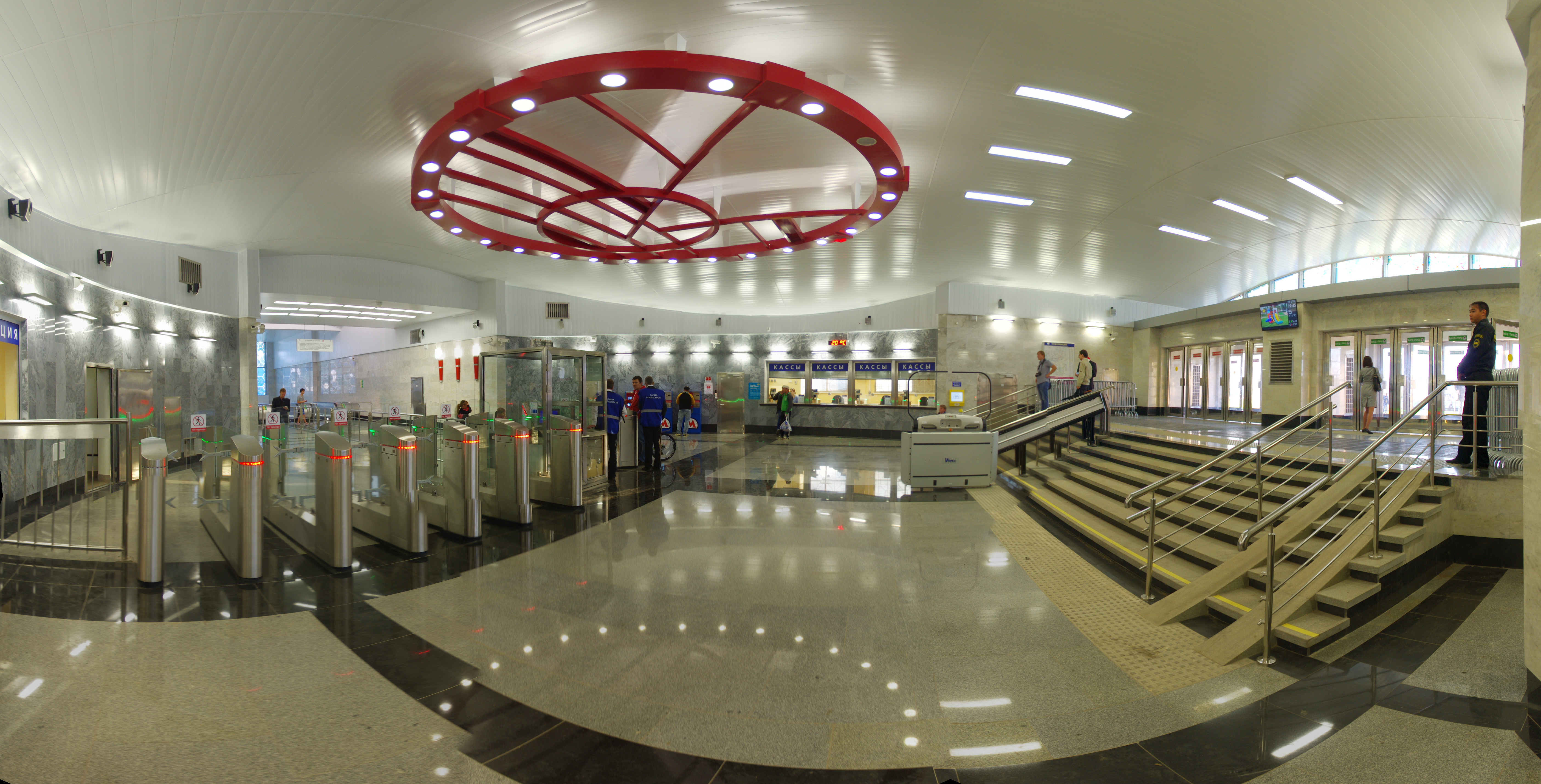
De stationshal, interieur

## Otkrytieje Arena
De plannen voor het alsnog afbouwen van het station kwamen eind jaren negentig van de twintigste eeuw maar de belangstelling van de autoriteiten kwam pas toen er plannen lagen voor een nieuw stadion voor Spartak Moskou. Het was de bedoeling om in 2007 met de bouw van het stadion te beginnen en de investeerders in het stadion lieten weten ook een bijdrage aan de voltooiing van het metrostation te willen doen. Op 24 juni 2008 kende het stadsbestuur op voordracht van de stedelijke naamgevingscommissie de naam Spartak stadion toe aan het station. In 2010 werd het WK voetbal 2018 aan Rusland toegewezen wat nog een extra reden was om het stadion, de Otkrytieje Arena, in combinatie met het metrostation te bouwen. In de zomer van 2011 verschenen op het Russischtalige deel van Skyscraper city verschillende ontwerpen voor het station die door hobbyisten met behulp van Sketchup van Google waren getekend. Een van de ideeën waren rode strepen op de zuilen van het station. Dit idee werd overgenomen in het officiële ontwerp uit 2013, maar werd uiteindelijk toch niet toegepast. De werkzaamheden voor de bouw van het Spartak-stadion begonnen in 2011. In januari 2012 keurde burgemeester Sobjanin van Moskou de aankoop van apparatuur voor de afbouw van het station goed. Op 11 april 2012 werd een van de ontwerpen van de Arch-group gepubliceerd. In dit ontwerp zou het perron in een glazen koker van zes meter hoog en tien meter breed komen. Het glas zou worden opgehangen aan een spiraalvormig metalen raamwerk dat aan het tunneldak gehangen zou worden. De zuilen zouden worden voorzien van een metalen beplating en de vloer zou wit worden met rode ruitvormige vlakken als verwijzing naar Spartak. In de glazen koker zouden perrondeuren komen voor de toegang tot de metro's. Dit ontwerp werd niet overgenomen door het metrobedrijf. De inschrijving op de bouw van de verdeelhallen en roltrappen werd opengesteld met het besluit 194-PP van het Moskouse stadsbestuur op 4 mei 2012. Hierin was de opening van het station in november 2013 gepland met een uitloop tot mei 2014, uiteindelijk werd het station op 27 augustus 2014 geopend. 
Op 18 juli 2012 keurde het stadsbestuur een ontwerp van het onderzoeks en ontwerp instituut van Moskou met het besluit 339-PP goed. Dit ontwerp kent twee verdeelhallen, een bovengronds aan de noordkant van het perron en de andere ondergronds aan de zuidkant, beide naast het terrein rond het stadion. Het stationsgebouw ligt aan de buitenkant van de weg, verbinding 5219, die rond het stadion terrein loopt. Vanuit de stationshal bereiken de reizigers het perron via roltrappen, de ondergrondse hal aan de zuidkant is met een vaste trap verbonden met het perron en rolstoelgebruikers kunnen met behulp van liften eveneens het perron vanaf de zuidkant bereiken. Mosinzjproject begon tegelijkertijd  met het uitwerken van plannen voor de decoratie van het station. In oktober werd Metrostroi gekozen als aannemer voor het project onder leiding van de 22e afdeling van Metrogiprotrans.  
In het bestek van het station staat een capaciteit van 4.400 reizigers per uur voor de ochtendspits en 7.500 per uur in de avondspits gemeld. Het aantal reizigers voor de hele dag tijdens sportevenementen zou door de week 21.100 en in het weekeinde 19.000 bedragen. Het definitieve voor het station werd op 11 januari 2013 openbaar gemaakt en op 14 januari goedgekeurd.   
Het station sluit in grote lijnen aan op het ontwerp van de belendende stations uit de jaren zeventig. Ontwerpbureau Метро-Стиль 2000 (metrostijl 2000) tekende zowel voor de vormgeving als voor de technische installaties in de verdeelhallen, de watervoorziening, het elektricteitsnet en de riolering. Het ontwerp is gebaseerd op twee concepten, een voetbalclub en de olympische spelen. Om emoties van fans binnen de perken te houden is weliswaar het rood-wit van het stadion gebruikt maar is het logo van Spartak alleen verwerkt in het gebrandschilderde raam boven de roltrappen. Het hele station is gebouwd in de stijl en kleuren van het stadion en de sportvoorzieningen in de buurt. De verlichting langs de trappen en in de gangen wordt verzorgd door gestileerde olympische fakkels in de kleuren rood en wit. 

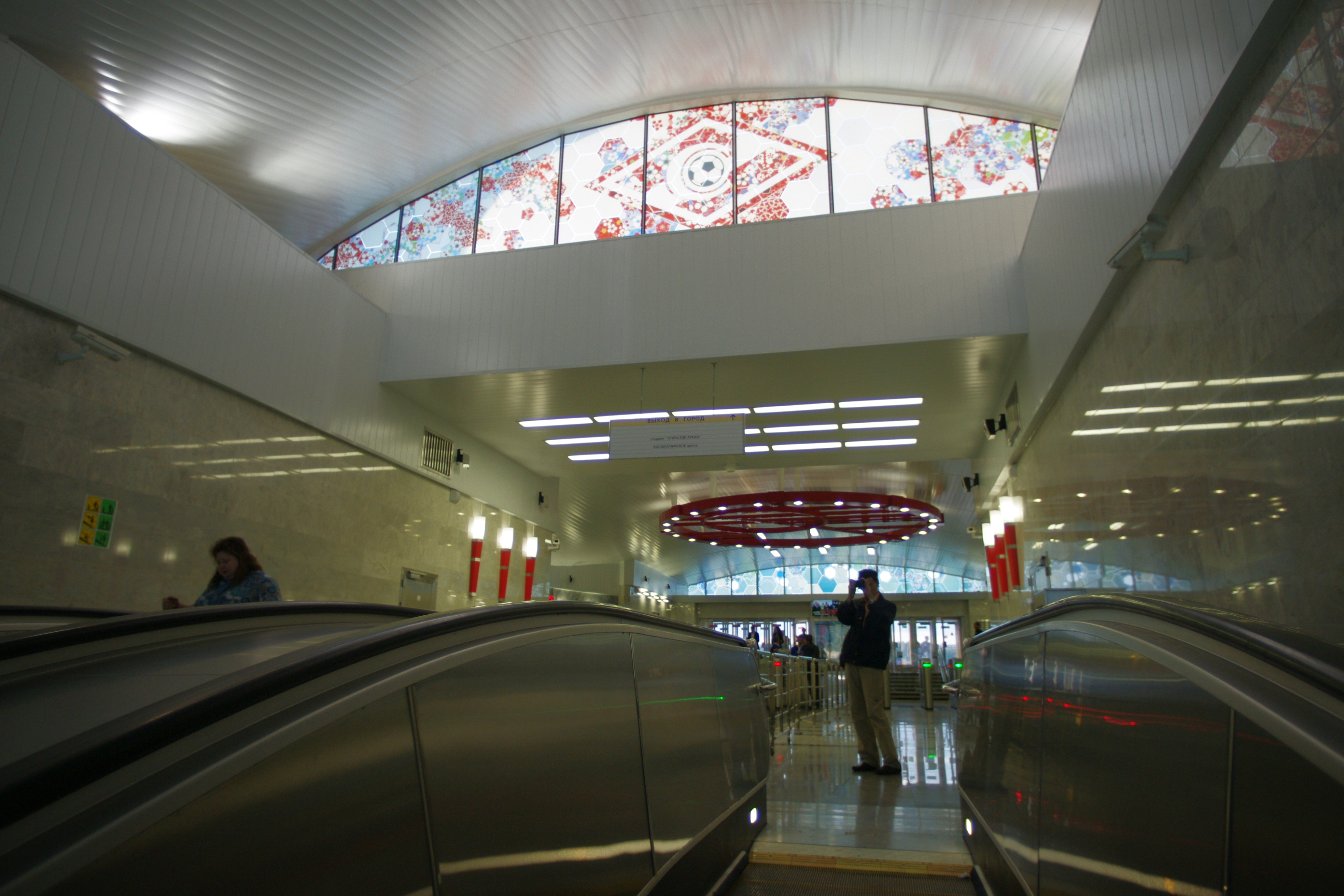
De roltrap tussen stationshal en het noordeinde van het perron
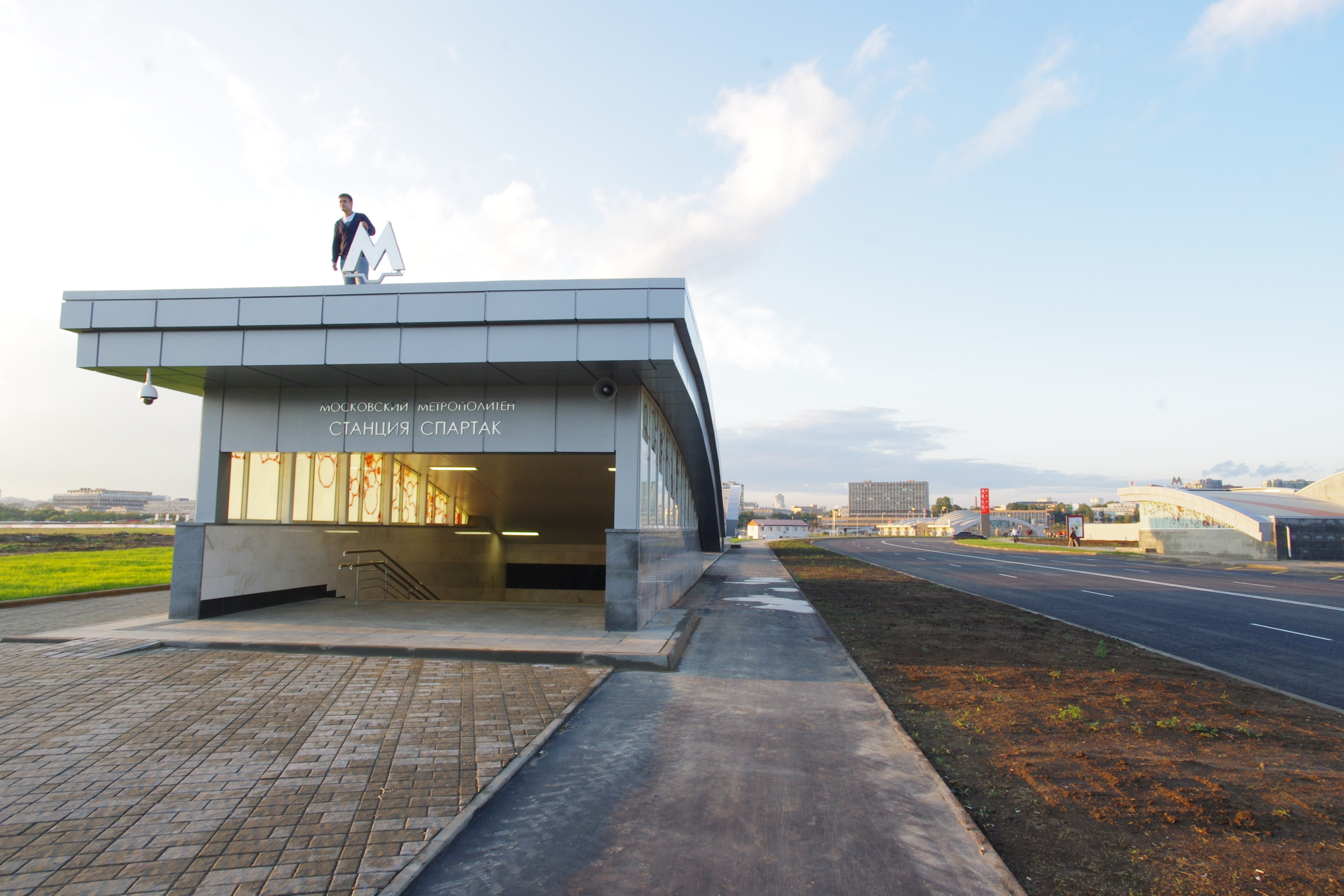
Een van de zuidelijke toegangstrappen gezien uit het zuiden
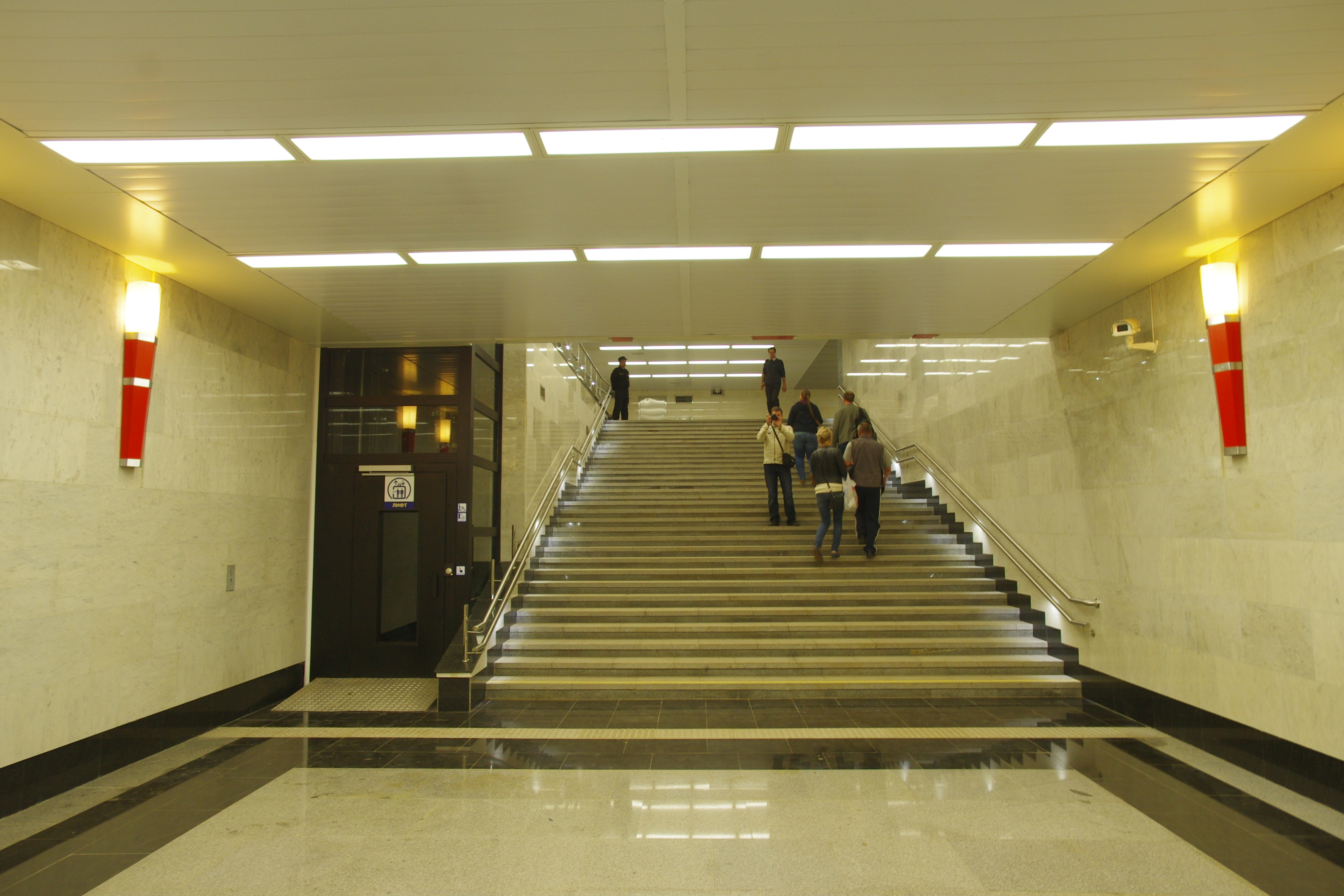
De lift en trap aan het zuideinde van het perron

## Aanleg
In december 2012 werden de percelen naast het stadion omheind voor de aanleg van de toegangstunnels en het stationsgebouw van het metrostation. Hierop volgden proefboringen voor geologisch onderzoek en op 14 januari 2013 begonnen de graafmachines met het uitgraven van een put, rond de noordkant van de ruwbouw, ten behoeve van de fundering van het stationsgebouw. Op 21 januari werd ook begonnen aan de bouwput voor de zuidelijke toegang naar het perron. Op 4 februari was de bouwput overdekt en werd er gebouwd aan het stationsgebouw. In maart werd begonnen met de afscherming van het perron van de sporen hetgeen half april werd afgerond. Vanaf mei 2013 werd overdag gewerkt aan de afwerking van het perron. In februari 2014 werd het perron aangesloten op de beide verdeelhallen. De kaartverkoop en het kantoor aan de zuidkant waren toen al zo goed als gereed, terwijl het stationsgebouw begin juli 2014 gereed was. Op 24 juni 2014 was de Krasnopresnensko-radius ten noorden van Oktjabrskoje Pole gesloten om een nieuw beveiligingssysteem ter hoogte van Spartak te kunnen aanbrengen. Op 24 juni 2014 waren de tunnelwanden afgwerkt net als de stationshal waar alleen nog de rode sierstukken aangebrcht moetsen worden. Op 11 augustus 2014 werd het station opgeleverd en tot de opening vertraagden de metro's bij het station en sommige stopten zelfs warbij de deuren werden geopend en gesloten.  

## Ontwerp en inrichting
Het ondergrondse deel in de tunnel rond het perron is gebouwd volgens het standaardontwerp uit 1961, de zogeheten duizendpoot. Het station is tussen 1972 en 1975 gebouwd met geprefabriceerde onderdelen in een openbouwput op 10 meter onder het maaiveld. Destijds werd alleen de ondergrondse ruwbouw voltooid zonder bovengrondse bouwwerken. Dertig jaar later bleek de grond van de voormalige bouwput te zijn ingeklonken zodat extra grond gestort moest worden om weer een vlak terrein te krijgen rond het te bouwen statdion. Het station heeft 2 rijen van 26 zuilen die 6,5 meter naast elkaar staan, de onderlinge afstand tussen de zuilen in een rij is 5 meter. In verband met grondwater werden niet alleen het plafond en de tunnelwanden waterdicht gemaakt, maar werden ook greppels langs het spoor gelegd om binnensijpelend water af te voeren. De vloer van het perron bestaat uit grijs en zwart graniet terwijl de zuilen zijn bekleed met grijs graniet en verticale sierstrippen van geanodiseerd aluminium.De tunnelwanden zijn bekleed met glazen panelen met afbeeldingen rond het thema voetbal. Boven het midden van het perron is een schijngewelf van gegalvaniseerd plastic aangebracht. Aan de beide uiteinden van het perron zijn tussen de zuilen bankjes geplaatst voor wachtende reizigers. De verlichting is net als bij de belendende duizendpoten aangebracht onder de dwarsbalken van de zuilen. Daarnaast is boven de perronrand een doorlopende rij lichtbalken en in de perronrand zijn lampjes aangebracht. De ruwbouw had geen uitgangen naar het maaiveld, wel waren er ruimtes voor trappen en roltrappen gebouwd. De hal aan de zuidkant werd deels voorzien van kantoorruimtes en het was begin jaren 70 de bedoeling om het station te openen met de toegang aan de zuidkant. Gedurende de tijd als spookstation was de zuidkant van de ruwbouw afgesloten met een ketting en een deur en de noordkant met traliewerk. Aan de zuidkant was er ook een toegang tot een ventilatieschacht die naar een technische ruimte leidt. Deze ruimte was bedoeld om een pomp te installaren en is bij de afbouw gebruikt voor een ventilator. Het stationsgebouw aan de noordkant is opgesierd met ornamenten die verwijzen naar voetbalclub Spartak Moskou, zoals de verlichting aan het plafond, de rode strepen op de zuilen en het logo in het glas boven de roltrap. De zuidelijke ondergrondse verdeelhal is gebouwd in de ruimtes die oorspronkelijk voor kantoren waren bedoeld. In plaats van een standaard roltrap naar het perron werden een vaste trap en een lift gebouwd zodat rolstoelgebruikers ook het perron kunnen bereiken. De verdeelhal is aan de andere kant met trappen en liften verbonden met het straatniveau. De aankleding van de verdeelhal is vergelijkbaar met die van het stationsgebouw, de tweedelige verdeelhal is vergelijkbaar met die van Lermontovski Prospekt, Zjoelebino en Troparevo uit dezelfde tijd. De kaartverkoop en politie bevinden zich in een ruimte buiten de poortjes, de personeelsruimtes binvinden zich binnen de poortjes en zijn met dubbele deuren gescheiden van het deel voor de reizigers.   

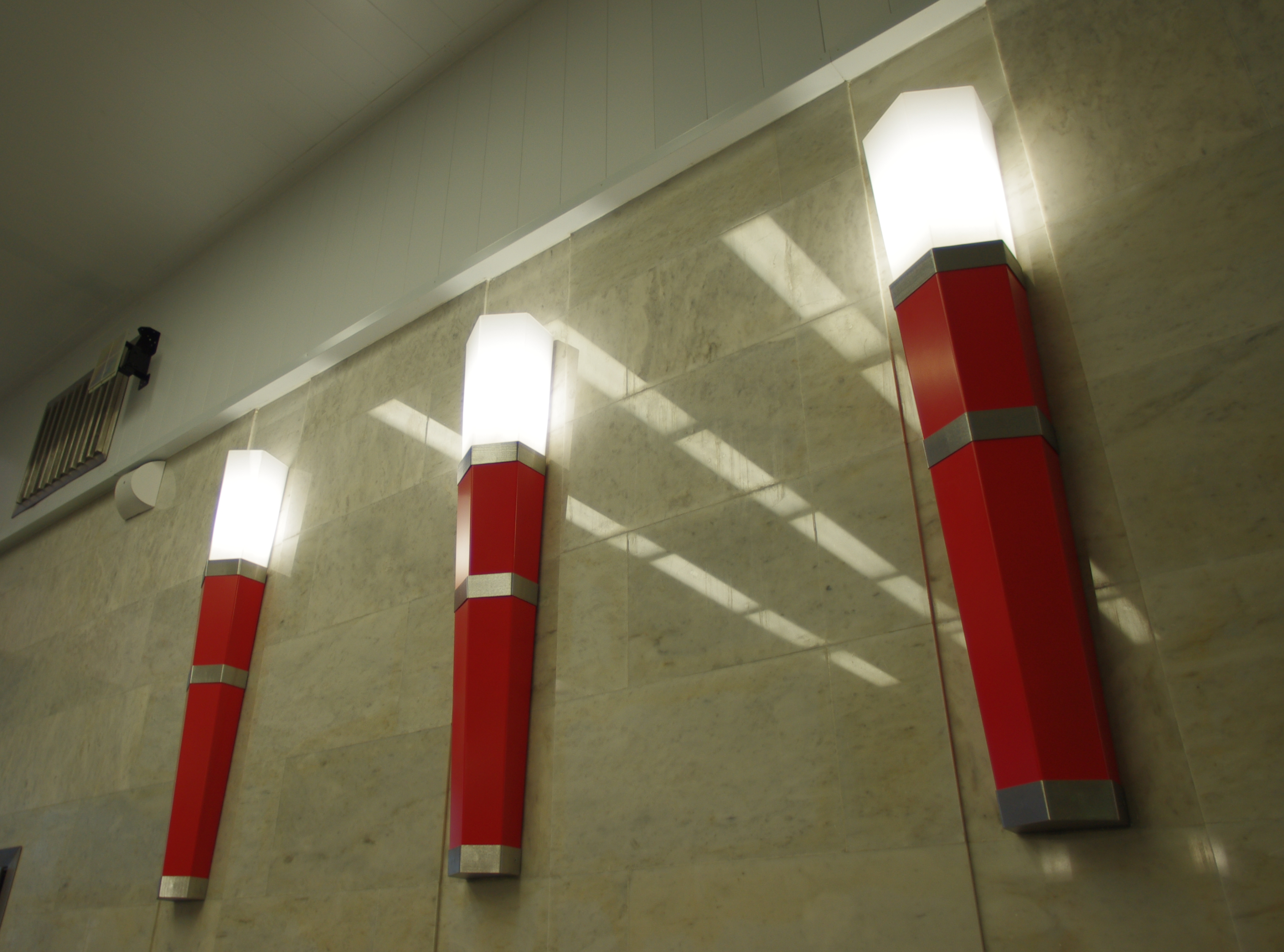
De fakkels aan de muur
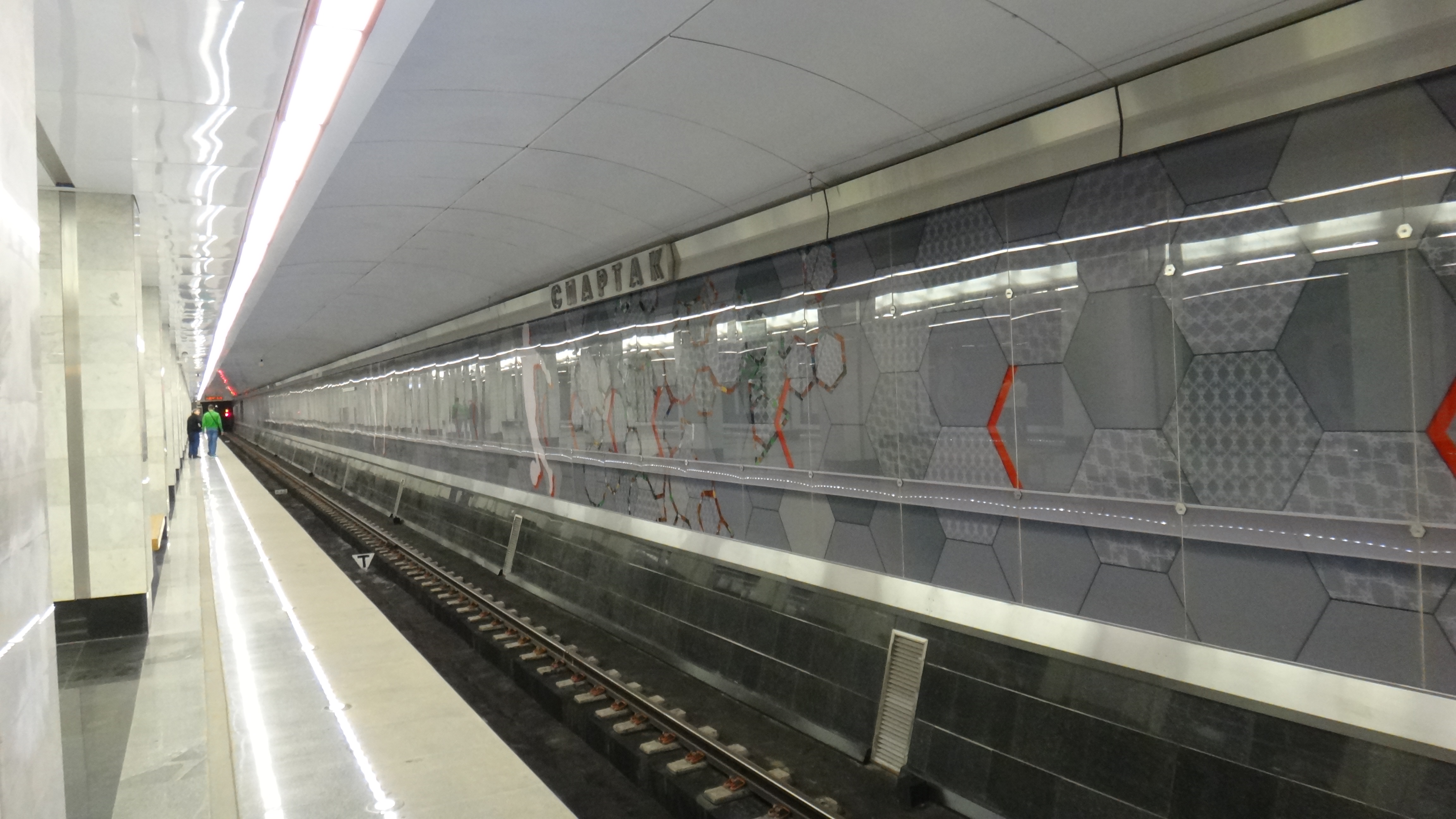
De tunnelwand met voetbal motieven

## Reizigersverkeer
Het station werd samen met het stadion op 27 augustus 2014 geopend in aanwezigheid van burgemeester Sobjanin. Hiermee kwam het aantal metrostation in Moskou op 195. Het is de bedoeling dat het station op wedstrijddagen alleen door uitstappers gebruikt kan worden om te voorkomen dat het na afloop van een wedstrijd overbelast wordt. Aanvankelijk was aangekondigd dat het station alleen bij wedstrijden gebruikt zou worden, maar het station is nu ook buiten wedstrijden geopend. In het station is veel aandacht besteed aan de beveiliging. Er zijn 120 camera's geïnstalleerd zodat er geen dode hoeken in het station zijn. Behalve de reizigers- en dienstruimtes worden ook de onderdoorgangen en de toegangen bij de straat 24 uur per dag bewaakt.
Samen met Vorobjovy Gory en Studentsjeskaja is het een van drie metrostations zonder aansluiting op ander openbaar vervoer. De dichtstbijzijnde bushalte, TskalovaClub,  ligt aan de Volokolamskoje Sjosse op acht minuten lopen. In 2011 werd Mjakinino, in 2016 Sportivnaja en Mezjdoenarodnaja, in 2018 Lesoparkovaja en in 2019 Koeznetski Most aangesloten op ander openbaar vervoer. Ook voor Spartak is een ov-knooppunt gepland dat zou worden geopend in 2015, maar het ontwerp werd herzien en pas in 2016 goedgekeurd. Het is de bedoeling bij het station haltes te bouwen voor bovengronds vervoer en 3000 parkeerplaatsen die op wedstrijddagen voor het stadion worden gebruikt en anders als parkeer en reisvoorziening fungeren. Hiernaast wordt ook de woonwijk Toesjino-2018 gebouwd op het voormalige vliegveld. De reizigers kunnen op even dagen door de week vanaf 5:48 uur naar het centrum en vanaf 5:50 uur naar het noorden vertrekken, op oneven dagen is dit respectievelijk 5:47 uur en 5:48 uur. In het weekeinde vertrekken de metro's naar het noorden 2 minuten eerder dan door de week. Naar het centrum is het eerste vertrek op even dagen in het weekeinde om 5:47 uur en op oneven dagen om 5:48 uur. 